# Campeonato Mundial de Boxeo Aficionado de 2007
El XIV Campeonato Mundial de Boxeo Aficionado se celebró en Chicago (Estados Unidos) entre el 23 de octubre y el 3 de noviembre de 2007 bajo la organización de la Asociación Internacional de Boxeo (AIBA) y la Federación Estadounidense de Boxeo.
Las competiciones se realizaron en el Pabellón UIC de la ciudad norteamericana.

## Medallistas
| Evento               | Oro                              | Plata                            | Bronce                                                           |
| -------------------- | -------------------------------- | -------------------------------- | ---------------------------------------------------------------- |
| Minimosca (48 kg)    | Zou Shiming China                | Harry Tañamor Filipinas          | Nordine Oubaali Francia Amnat Ruenroeng Tailandia                |
| Mosca (51 kg)        | Rau'shee Warren Estados Unidos   | Somjit Jongjohor Tailandia       | Samir Məmmədov · Azerbaiyán Vincenzo Picardi · Italia            |
| Gallo (54 kg)        | Serguei Vodopianov · Rusia       | Enjbatyn Badar-Uugan Mongolia    | McJoe Arroyo Puerto Rico Joseph Murray Inglaterra                |
| Pluma (57 kg)        | Albert Selimov · Rusia           | Vasyl Lomachenko · Ucrania       | Yakup Kılıç Turquía Li Yang China                                |
| Ligero (60 kg)       | Frankie Gavin Inglaterra         | Domenico Valentino · Italia      | Kim Song-Guk · Corea del Norte Alexei Tishchenko · Rusia         |
| Superligero (64 kg)  | Serik Sapiyev · Kazajistán       | Guennadi Kovaliov · Rusia        | Masatsugu Kawachi Japón Bradley Saunders Inglaterra              |
| Wélter (69 kg)       | Demetrius Andrade Estados Unidos | Non Boonjumnong Tailandia        | Hanati Silamu China Adem Kılıçcı Turquía                         |
| Medio (75 kg)        | Matvei Korobov · Rusia           | Alfonso Blanco Parra · Venezuela | Bajtiyar Artayev · Kazajistán Serhi Derevianchenko · Ucrania     |
| Semipesado (81 kg)   | Abbos Atoyev Uzbekistán          | Artur Beterbiyev · Rusia         | Daugirdas Šemiotas · Lituania Yerkebulan Shynaliyev · Kazajistán |
| Pesado (91 kg)       | Clemente Russo · Italia          | Rajim Chajkiyev · Rusia          | John M'Bumba Francia Yushan Nijiati China                        |
| Superpesado (+91 kg) | Roberto Cammarelle · Italia      | Viacheslav Hlazkov · Ucrania     | Islam Timurziyev · Rusia Zhang Zhilei · China                    |

## Medallero
| Núm. | País            | Oro | Plata | Bronce | Total |
| ---- | --------------- | --- | ----- | ------ | ----- |
| 1    | Rusia           | 3   | 3     | 2      | 8     |
| 2    | Italia          | 2   | 1     | 1      | 4     |
| 3    | Estados Unidos  | 2   | 0     | 0      | 2     |
| 4    | China           | 1   | 0     | 4      | 5     |
| 5    | Inglaterra      | 1   | 0     | 2      | 3     |
| 5    | Kazajistán      | 1   | 0     | 2      | 3     |
| 7    | Uzbekistán      | 1   | 0     | 0      | 1     |
| 8    | Tailandia       | 0   | 2     | 1      | 3     |
| 8    | Ucrania         | 0   | 2     | 1      | 3     |
| 10   | Filipinas       | 0   | 1     | 0      | 1     |
| 10   | Mongolia        | 0   | 1     | 0      | 1     |
| 10   | Venezuela       | 0   | 1     | 0      | 1     |
| 13   | Francia         | 0   | 0     | 2      | 2     |
| 13   | Turquía         | 0   | 0     | 2      | 2     |
| 15   | Azerbaiyán      | 0   | 0     | 1      | 1     |
| 13   | Corea del Norte | 0   | 0     | 1      | 1     |
| 13   | Japón           | 0   | 0     | 1      | 1     |
| 13   | Lituania        | 0   | 0     | 1      | 1     |
| 13   | Puerto Rico     | 0   | 0     | 1      | 1     |
|      | TOTAL           | 11  | 11    | 22     | 44    |